# Werkweek (onderwijs)
De werkweek is binnen het onderwijs in Nederland een periode van activiteiten waarin (een deel van) een klas een speciale opdracht heeft. Vaak gebeurt dit buitenshuis (in dit geval wordt het ook wel een schoolkamp genoemd), maar ook wel binnenshuis. 
De werkweek kan ook een buitenschoolse activiteit betreffen aan het begin van het eerste jaar op het voortgezet onderwijs, om de nieuwe leerlingen met elkaar kennis te laten maken. Dit wordt dan vaak een geïntegreerde werkweek (gww) of geïntegreerde werkperiode (gwp) genoemd. Het doel is vaak nadere kennismaking, groepsvorming en leren samenwerken.